# Lunain
Der Lunain ist ein Fluss in Frankreich, der in den Regionen Bourgogne-Franche-Comté und Île-de-France verläuft. Er entspringt im Gemeindegebiet von Égriselles-le-Bocage, entwässert generell in nordwestlicher Richtung, unterquert den Schifffahrtskanal Canal du Loing und mündet nach rund 51 Kilometern  bei Épisy als rechter Nebenfluss in den Loing.
Auf seinem Weg durchquert der Lunain die Départements Yonne und Seine-et-Marne. 

## Orte am Fluss
- La Belliole
- Montacher-Villegardin
- Chéroy
- Lorrez-le-Bocage-Préaux
- Paley
- Nanteau-sur-Lunain
- Nonville
- Épisy

## Wasserversorgung von Paris
Im Einzugsgebiet des Loing und seines Nebenflusses Lunain wurden Anfang des 20. Jahrhunderts etliche Quellen gefasst und in einer 91 Kilometer langen Wasserleitung, dem Aqueduc du Loing et du Lunain, in Richtung Paris abgeleitet. Das Aquädukt vereinigt sich im Wald von Fontainebleau, westlich von Moret-sur-Loing, mit den beiden anderen Wasserleitungen Aqueduc de la Vanne und dem Aqueduc de la Voulzie. Alle drei zusammen stellen die Trinkwasserversorgung von Paris aus Richtung Süden dar.